# Donez-Mius-Offensive

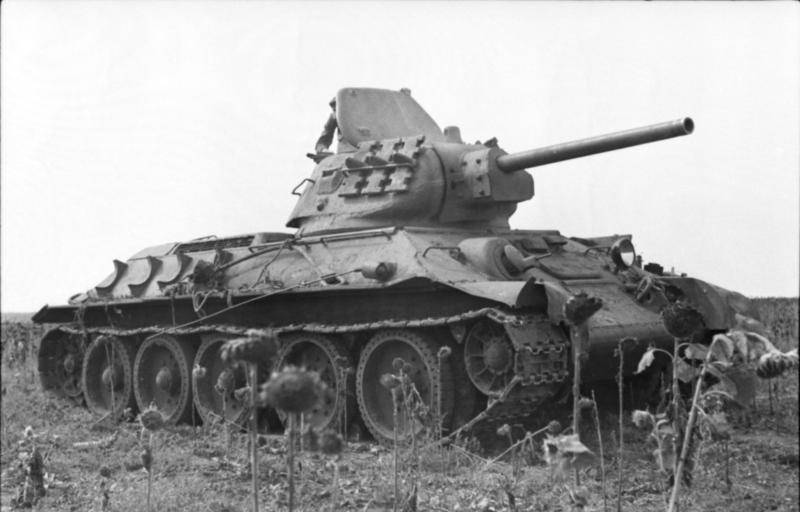
Abgeschossener sowjetischer Panzer T-34 im Bereich der deutschen 6. Armee am Mius (August 1943)

Die Donez-Mius-Offensive (russisch: Изюм-Барвенковская операция und Миусская наступательная операция) war eine sowjetische militärische Operation während des Zweiten Weltkrieges an der deutsch-sowjetischen Front. In ihrem Verlauf kam es zwischen dem 17. Juli und dem 2. August 1943 zu größeren Kämpfen zwischen der Roten Armee und der Wehrmacht an den Flüssen Donez und Mius. Das Ziel der sowjetischen Südwest- und Südfront war, die deutsche Führung zum Abzug von Verbänden des Unternehmens Zitadelle bei Kursk zu zwingen und das wirtschaftlich bedeutende Donezbecken zurückzuerobern.
Nach geringen Anfangserfolgen gelang es der deutschen Heeresgruppe Süd jedoch, die sowjetische Offensive aufzufangen und stellenweise die alte Frontlinie wiederherzustellen.

## Hintergrund
Einige Tage nach dem Beginn der deutschen Offensive am 5. Juli 1943 bei Kursk zeigte sich, dass die sowjetische Zentralfront und die Woronescher Front, die mit deren Abwehr beauftragt waren, große Verluste erlitten und zunehmend unter Druck gerieten. Um sie zu entlasten, erteilte die Stawka der Südwestfront unter Generaloberst Rodion Malinowski und der Südfront unter Generaloberst Fjodor Tolbuchin am 7. Juli den Auftrag, eine Angriffsoperation vorzubereiten. Die Truppen der Südwestfront sollten den Donez überqueren und danach auf die Stadt Stalino vorstoßen. Die Verbände der Südfront hatten den Auftrag, gleichzeitig über den Mius und die Krynka vorzustoßen und ebenfalls Stalino zu erreichen. Bei einem Gelingen dieser Operationen wäre ein großer Teil der deutschen Heeresgruppe Süd eingekreist und das wirtschaftlich bedeutende Donezbecken zurückerobert worden.

### Sowjetische Planungen

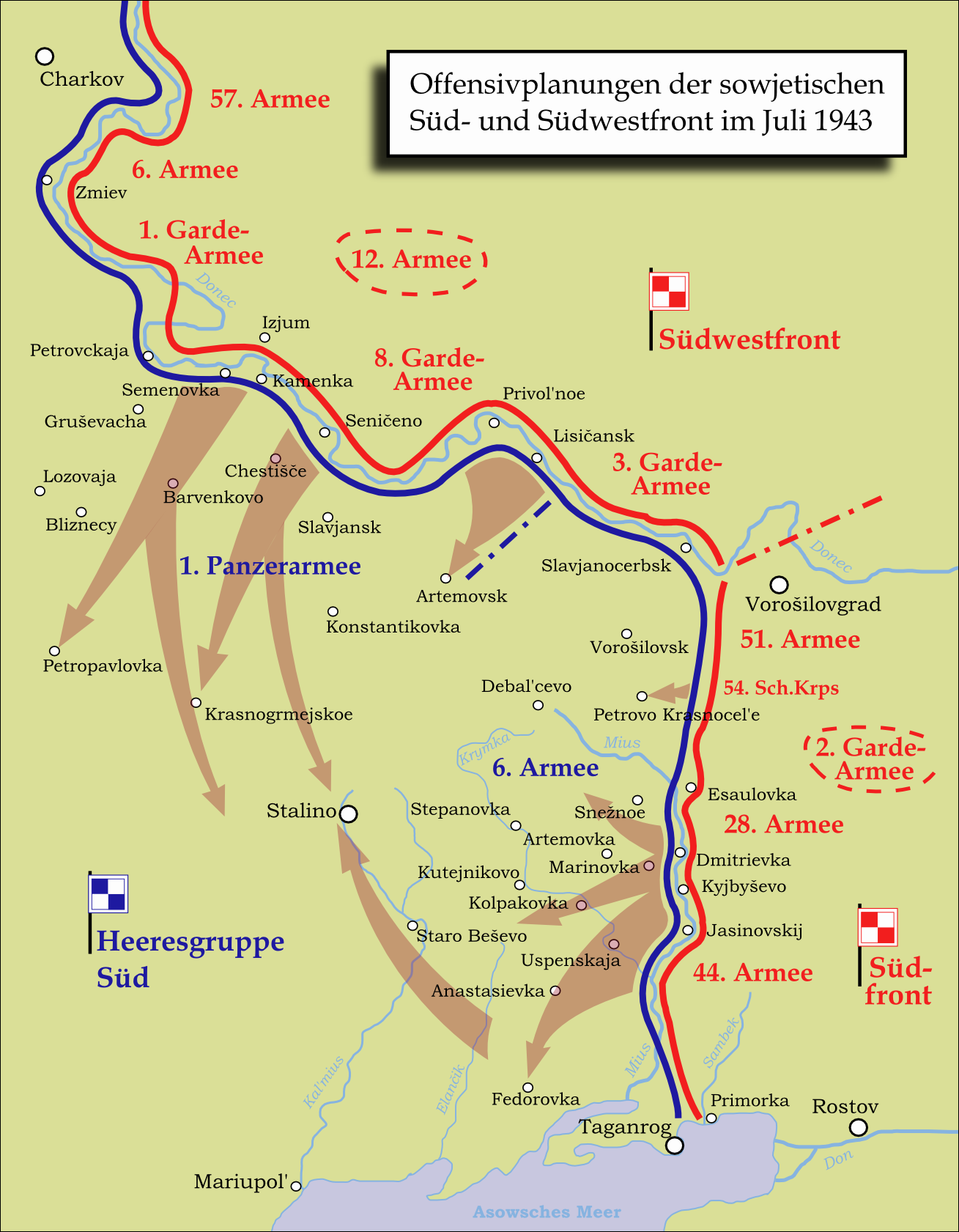
Offensivplanungen der Süd- und Südwestfront im Juli 1943

Die sowjetische Südwestfront umfasste zu diesem Zeitpunkt die 1. Gardearmee (W. I. Kusnezow), die 8. Gardearmee (W. I. Tschuikow) und die 3. Gardearmee in erster Linie, sowie die 12. Armee (Generalmajor A. I. Danilow), das 23. Panzerkorps (Generalmajor J. G. Puschkin) und 1. mechanisierte Gardekorps (Generalmajor M. D. Solomatin) in der Reserve. Unterstützt wurden diese Kräfte durch die 17. Luftarmee. Insgesamt kamen 202.430 Soldaten und 1.109 Panzer zum Einsatz. Der Plan des Fronthauptquartiers sah vor, dass zunächst die 1. und die 8. Gardearmee aus dem Raum Isjum heraus den Donez überschreiten und die deutsche Verteidigung durchbrechen sollten. Ihr Operationsziel sollte die Stadt Barwenkowo sein. Den so geschaffenen Durchbruch sollte danach die 12. Armee ausnutzen, um den Brückenkopf bis Krasnoarmejsk auszudehnen. Erst nach der Vollendung des Durchbruchs und der Errichtung eines Brückenkopfes auf dem jenseitigen Flussufer plante Generaloberst Malinowski seine gepanzerten Reserven, das 23. Panzerkorps und das 1. mechanisierte Gardekorps, einzusetzen, um in die Tiefe des Raumes vorzustoßen und Stalino zu erreichen. Zur Unterstützung dieses Angriffs sollte auch die 3. Gardearmee (G. I. Chetagurow) weiter östlich bei Priwolnoje offensiv vorgehen, den Fluss überschreiten und die Stadt Artjomowsk einnehmen.
Zur Südfront zählte zu jenem Zeitpunkt die 51. Armee (G. F. Sacharow), links davon die 5. Stoßarmee (W. D. Zwetajew), im Zentrum die 28. Armee (W. F. Gerassimenko) und an der linken Flanke die 44. Armee (W. A. Chomenko). Als Reserve stand die 2. Gardearmee (J. G. Kreiser) bereit. Zusammen waren dies fünf Armeen mit 28 Schützendivisionen, zwei mechanisierte Korps, drei Panzerbrigaden und ein Kavalleriekorps. Unterstützung erhielten diese Verbände durch die 8. Luftarmee (Generalleutnant T. T. Chrjukin). Insgesamt waren dies 271.790 Soldaten und 737 Panzer. Das Fronthauptquartier plante, den Schwerpunkt des Angriffs in einen etwa 20 km breiten Bereich zwischen der 5. Stoßarmee und der 28. Armee zu legen. Diese Armeen sollten den Mius überqueren und die deutsche Verteidigung durchbrechen. Die 2. Gardearmee sollte danach den erzielten Einbruch ausnutzen und in den rückwärtigen Raum der deutschen Verteidigung vorstoßen, um dort bei Stalino auf die Verbände der Südwestfront zu stoßen. Die 44. und die 51. Armee hatten mit einem Teil ihrer Kräfte am linken und rechten Flügel Unterstützungsangriffe vorzutragen.
Insgesamt konnten die Südwestfront und die Südfront 474.220 Soldaten und 1.846 Panzer zum Angriff bereitstellen. Die Gesamtkräfte beider Fronten zählten nach älterer sowjetischer Literatur jedoch weit mehr: 1,27 Millionen Soldaten, 2.150 Panzer, 20.754 Geschütze und Minenwerfer sowie 1.604 Flugzeuge.

### Deutsche Lage

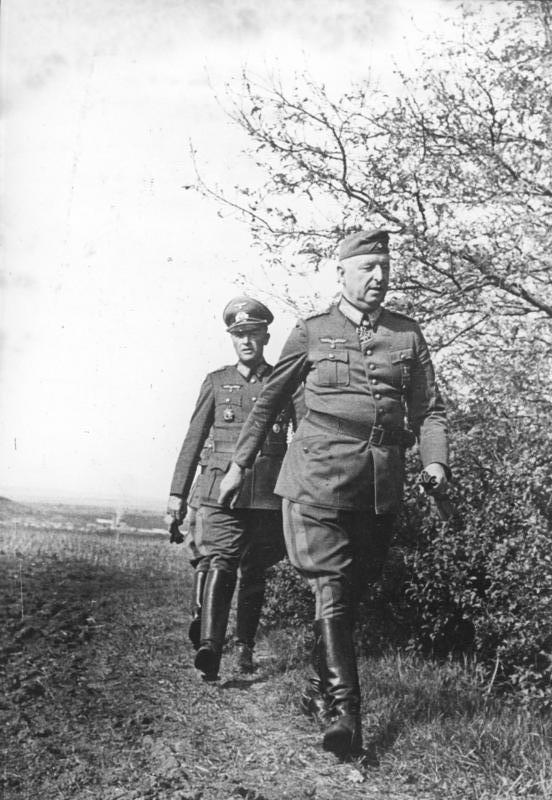
Generalfeldmarschall Erich von Manstein, Oberbefehlshaber der Heeresgruppe Süd (1943)

Da die deutsche Heeresgruppe Süd unter Generalfeldmarschall Erich von Manstein maßgeblich an der Offensive bei Kursk beteiligt war, hatte sie den größten Teil ihrer Kräfte auf ihren Nordflügel verlegt. Entlang dem Mius stand die 6. Armee (Generaloberst Karl-Adolf Hollidt) mit dem XXIX. Armeekorps (drei Infanterie-Divisionen, eine Kampfgruppe), dem XVII. Armeekorps (drei Infanterie-Divisionen) und dem Korps Mieth (IV.) (eine Gebirgs-Division, zwei Infanterie-Divisionen). In ihrer Reserve befand sich nur die Masse der 16. Panzer-Grenadier-Division. Nördlich davon stand die 1. Panzerarmee (Generaloberst Eberhard von Mackensen) mit dem XXX. Armeekorps (drei Infanterie-Divisionen), dem XXXX. Panzerkorps (drei Infanterie-Divisionen) und dem LVII. Panzerkorps (drei Infanterie-Divisionen) am Donez. Als Heeresgruppenreserve hatte Generalfeldmarschall von Manstein das XXIV. Panzerkorps unter General der Panzertruppe Walther Nehring zurückgehalten. Es umfasste die 17. und die 23. Panzer-Division sowie die SS-Panzergrenadier-Division „Wiking“. Diese Kräfte verfügten insgesamt über 223 Panzer, 145 Sturmgeschütze und 115 Selbstfahrlafetten.
Generalfeldmarschall von Manstein hatte bereits Ende Mai 1943 damit gerechnet, dass die Rote Armee eine Entlastungsoffensive gegen das Donezbecken führen würde, sobald Unternehmen Zitadelle begonnen hätte. Er war jedoch davon überzeugt, dass man auch dann keine Kräfte aus dem Kursker Bogen abziehen dürfe. Am 24. Mai 1943 fand die folgende Lageeinschätzung Mansteins Eingang in das Kriegstagebuch der Heeresgruppe Süd:

„Im Fall von ‚Zitadelle‘ ist das entscheidende Moment der Sieg in der Schlacht bei Kursk, und zwar muß die Schlacht durchgeschlagen werden, selbst auf die Gefahr einer schweren Krise im Donezgebiet hin. Dabei ist von vornherein in Rechnung zu stellen, daß dem Gegner auf der weit gespannten Front der Heeresgruppe tiefe Einbrüche bei der 6. Armee und 1. Panzer-Armee gelingen werden.“

Die deutsche Feindaufklärung hatte um den 12. Juli die verstärkten sowjetischen Angriffsvorbereitungen am Mius und Donez erkannt. Dies war einer der Gründe für den Abbruch des Unternehmens Zitadelle bei Kursk in den folgenden Tagen. Zudem gestattete dieser Umstand den deutschen Truppen, sich auf die Abwehr des Angriffs vorzubereiten. Südlich des Donez war die Verteidigung in zwei Linien mit sechs bis acht Kilometer Tiefe organisiert. Einzelne Ortschaften waren befestigt und zu Widerstandsnestern ausgebaut worden. Am Mius befanden sich ebenfalls ausgebaute Stellungen mit Feldstellungen und Drahthindernissen, darunter die Mius-Stellung. Zusätzlich hatte man für Ausbildungszwecke einige Kilometer hinter der Frontlinie einen Übungsplatz mit zahlreichen Feldstellungen angelegt, welcher noch eine entscheidende Bedeutung erhalten sollte, da später erst in diesen Stellungen die Abwehr der sowjetischen Angriffe gelang. Im Übrigen war das Gelände fast ausschließlich von hohen Gras- und Kornfeldern bewachsen. Nur wenige Höhen dominierten das Terrain. Diese und die wenigen Ortschaften bildeten die einzigen Orientierungspunkte auf dem Gefechtsfeld.

## Verlauf

### Isjum-Barwenkowo Operation der Südwestfront

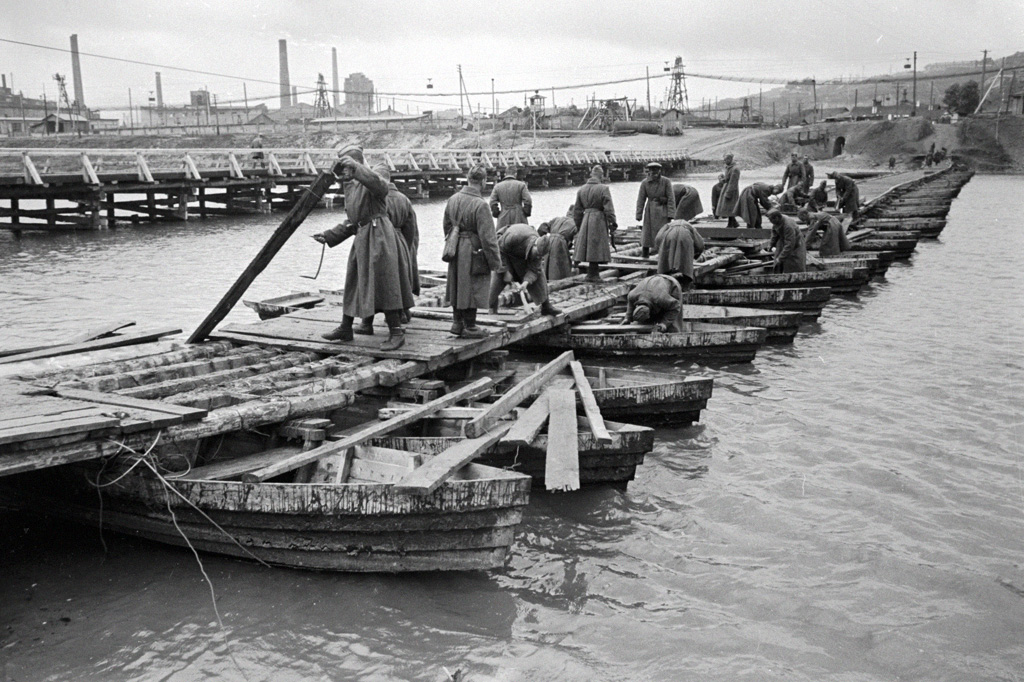
Sowjetische Pioniere bauen eine Behelfsbrücke über den Donez (Juli 1943). Es gelang genug Truppen überzusetzen und den Brückenkopf bis auf 15 km Tiefe zu erweitern.

Am Morgen des 17. Juli eröffnete die Südwestfront ihre Offensive gegen die 1. Panzerarmee am Donez mit einer Artillerievorbereitung und Schlägen der Fliegerkräfte. Der Zeitplan sah vor, innerhalb der ersten zwei Tage den Donez zu überwinden und Brückenköpfe von 20 bis 30 Kilometern Tiefe zu errichten. In den folgenden fünf bis sieben Tagen sollte dann die Linie Krasnoarmeiskoje–Konstantinowka erreicht werden, von der aus die Einnahme Stalinos vorgesehen war.
Die 1. Gardearmee des Generals Kusnezow, die insgesamt über acht Schützendivisionen und drei Panzerbrigaden verfügte, setzte das 46. Schützenkorps (53. Schützen- und 20. Gardeschützendivision) in erster Linie ein. Dieses brach nach Überwindung des Donez innerhalb der ersten Angriffsstunde in die Stellungen der deutschen 257. Infanterie-Division ein. Danach gingen die deutschen Verteidiger jedoch zu Gegenangriffen über, welche weitere Fortschritte der 1. Gardearmee vereitelten. Der Kampf nahm an dieser Stelle nun den Charakter eines erbitterten Stellungskrieges an.
Die 8. Gardearmee des Generals Tschuikow griff unterdessen zwischen Kamenka und Sinitschino an. Generaloberst Tschuikow setzte sein 33. Gardeschützen- und 29. Schützenkorps in der ersten Linie ein und ließ diesen das 28. Gardeschützenkorps als zweite Welle folgen. Diese Verbände trafen hier auf den Widerstand der deutschen 46., 387. und 333. Infanterie-Division. Nach einer Artillerievorbereitung und Luftangriffen begann morgens um 7 Uhr der Angriff, der von 100 Mörsern pro Frontkilometer unterstützt wurde. Im Bereich des 33. Schützenkorps (50., 230., 243. Schützendivision, 253. Schützenbrigade) gelangen schon bald Einbrüche in die deutsche Verteidigung und die Bildung kleinerer Brückenköpfe. Diese konnten auch gegen die sechs deutschen Gegenangriffe gehalten werden, die an diesem Tag noch stattfanden. Im Bereich des 29. Gardeschützenkorps, das weiter rechts angriff, konnten sowjetische Pioniere bereits am ersten Angriffstag eine 16- und eine 60-Tonnen-Ponton-Brücke errichten. Dadurch war es möglich, die Brückenköpfe schnell durch eine große Anzahl weiterer Truppen zu verstärken. Am Ende des Tages stabilisierten deutsche Reserven nördlich von Chrestischtsche die Front. Am folgenden Tag versuchte Generaloberst Tschuikow, den Durchbruch mit Hilfe des 28. Gardeschützenkorps der zweiten Welle westlich von Slawjansk zu erzwingen. Da dies nicht gelang, wurden in den folgenden Tagen nach und nach auch das 1. mechanisierte Gardekorps (General I. N. Russijanow) und das 23. Panzerkorps (General J. G. Puschkin) in den Kampf geworfen, obwohl diese eigentlich viel später hätten eingesetzt werden sollen.

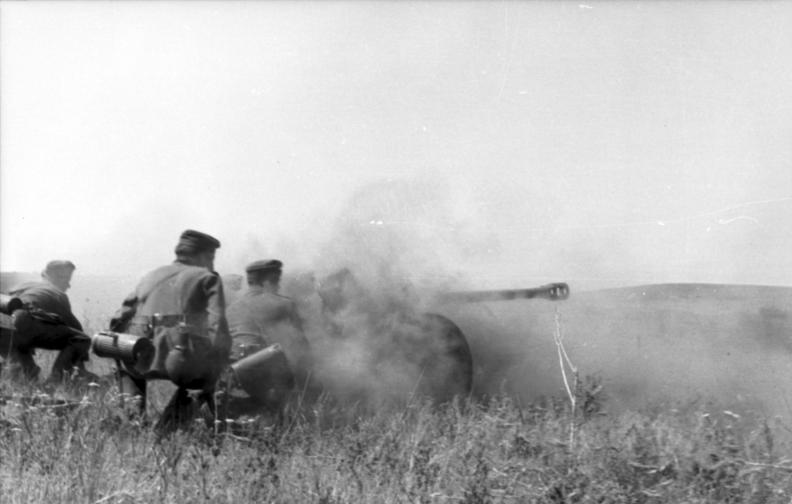
Besatzung eines deutschen Panzerabwehrgeschützes im Einsatz

Auf der anderen Seite führte das deutsche Oberkommando aus der Heeresgruppenreserve die 17. Panzer-Division und die SS-Panzergrenadier-Division „Wiking“ des XXIV. Pz.K. heran. Diese verfügten über 84 einsatzbereite Panzer, mit denen sie umgehend zum Gegenangriff antraten. Dadurch konnte der sowjetische Einbruch vorerst abgeriegelt werden. Im Laufe der Kämpfe kam es auf beiden Seiten zu schweren Verlusten. Nach sowjetischen Angaben griffen die Deutschen etwa das Dorf Golaja Dolina (10 km nördlich von Chrestischtsche) am 21. Juli insgesamt fünf Mal erfolglos an und verloren dabei 25 Panzer und etwa 700 Soldaten. In den folgenden Tagen konnte die sowjetische Südwestfront trotz aller Anstrengungen keine weiteren Fortschritte erzielen. Der Brückenkopf der 1. Gardearmee stabilisierte sich zwischen den Orten Bolschaja Garschewka und Semjonowka in 12 km Breite und 2 bis 2½ km Tiefe. Die 8. Gardearmee hatte am ersten Angriffstag zwei Brückenköpfe erobert und versuchte diese in den folgenden Tagen zu vereinen. Als dies gelungen war, hatte diese Landezone schließlich eine Breite von 25 km und 2 bis 5 km Tiefe. Im Bereich der 3. Gardearmee, die einen Unterstützungsangriff führen sollte, gelang es hingegen nicht, einen Brückenkopf zu bilden. Allerdings stellte die Südwestfront ihre Angriffshandlungen am 27. Juli ein, nachdem weitere Fortschritte nicht zu erwarten waren und die Front in den vorangegangenen zehn Tagen bereits 38.690 Soldaten verloren hatte, von denen 10.310 als gefallen oder vermisst galten.

### Mius Operation der Südfront
Inzwischen war auch die Südfront am Morgen des 17. Juli nach vorbereitenden Angriffen der Artillerie und Fliegerkräfte zum Angriff angetreten. Die 5. Stoßarmee und die 28. Armee überquerten im Bereich der 294., 306. und 302. Infanterie-Division des XVII. Armeekorps (Gen.d.Inf. Wilhelm Schneckenburger) den Mius und brachen in die deutsche Verteidigungslinie ein. Es gelang ihnen bald, bei den Orten Stepanowka und Marinowka einen Brückenkopf von fünf bis sechs Kilometern Breite zu errichten. Da die 6. Armee dadurch in eine schwierige Lage geriet, wurde ihr die 23. Panzer-Division aus der Heeresgruppenreserve zugeführt. Doch noch bevor diese eintraf, ließ Generaloberst Hollidt am 18. Juli die 16. Panzergrenadier-Division allein gegen die südliche Flanke des sowjetischen Vorstoßes angreifen. Dieser standen jedoch inzwischen zwölf gegnerische Schützendivisionen und das 2. mechanisierte Gardekorps gegenüber, sodass die deutsche Division bald selbst in Gefahr geriet, aufgerieben zu werden. Nachdem die 23. Panzer-Division eingetroffen war, ließ Generaloberst Hollidt am 19. Juli einen weiteren Gegenangriff vortragen, der erneut unter großen Verlusten scheiterte. Die deutschen Kräfte hatten sich damit erschöpft und reichten nur noch für reine Abwehraufgaben aus. Nunmehr versuchten am folgenden Tag neun sowjetische Schützendivisionen und das 2. mechanisierte Gardekorps einen Durchbruch zu erzielen, was angesichts des deutschen Widerstandes und unter hohen Verlusten misslang. Generaloberst Tolbuchin musste die ausgebrannten Angriffskräfte abziehen und brachte stattdessen das frische 4. mechanisierte Gardekorps im Brückenkopf in Stellung. Als dieses am 21. Juli zum Angriff antrat, gewannen die Kämpfe noch einmal deutlich an Intensität. Der Höhepunkt wurde schließlich am 22. Juli erreicht, als das 4. mechanisierte Gardekorps mit etwa 140 Panzern zum Durchbruchsangriff antrat. Diesen konnten die beiden motorisierten Divisionen der 6. Armee zu diesem Zeitpunkt lediglich 38 eigene Panzer entgegensetzen. Durch gut positionierte Panzerabwehrwaffen und die im Erdkampf eingesetzte 8,8-cm-Flak gelang es jedoch, etwa 130 sowjetische Panzer auszuschalten. Dieser deutsche Abwehrerfolg hatte die Dezimierung der sowjetischen Hauptangriffskräfte zur Folge und führte zu einem allmählichen Abebben der Kämpfe in den folgenden Tagen. Trotzdem kam es auch weiterhin zu örtlichen sowjetischen Vorstößen, die zu kleineren Krisen auf deutscher Seite führten. Bis zu diesem Zeitpunkt war es der inzwischen eingesetzten sowjetischen 2. Garde-Armee jedoch gelungen, den Mius-Brückenkopf auf 20 km Breite und 15 km Tiefe zu erweitern.

### Deutsche Abwehrmaßnahmen

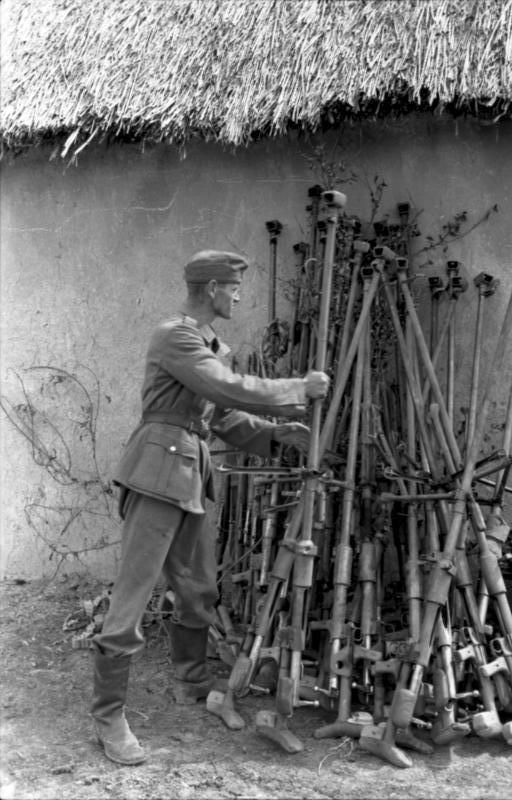
Deutscher Soldat mit Panzerbüchsen
(Ukraine Sommer 1943)

Nachdem Hitler am 13. Juli 1943 unter dem Eindruck der sowjetischen Gegenoffensive bei Orjol und weiteren vom Nachrichtendienst erkannten sowjetischen Angriffsvorbereitungen die Einstellung des Unternehmens Zitadelle beabsichtigte, kündigte er an, das II. SS-Panzerkorps unter Oberstgruppenführer Paul Hausser aus dem Raum Kursk abzuziehen und es in Italien (wenige Tage zuvor waren die Alliierten auf Sizilien gelandet) gegen die Westalliierten einzusetzen. Er zögerte den Abtransport allerdings hinaus, da er sich nicht sicher war, ob diese Truppen nicht dringend zur Abwehr einer befürchteten sowjetischen Offensive im Raum Charkow gebraucht würden. Allerdings nahm man in der deutschen Führung an, dass man die Rote Armee in der Schlacht bei Kursk insofern geschwächt hätte, dass diese noch einige Tage für die Vorbereitung neuer Operation benötigen würde. In der Zwischenzeit stand das SS-Panzerkorps für einen Einsatz bei der Heeresgruppe Süd zur Verfügung, bevor es wieder in den Raum Charkow verlegt werden sollte.
Generalfeldmarschall von Manstein plante, mit dieser Verstärkung Angriffe gegen die sowjetische Südfront am Mius zu führen, wo die Lage am gefährlichsten erschien. Auf ihrem Weg dorthin müssten die Truppen jedoch auch den Bereich der 1. Panzerarmee passieren, wo sie ebenfalls zu einem Gegenschlag gegen die Brückenköpfe der sowjetischen Südwestfront antreten konnten. Generalfeldmarschall von Manstein plante deshalb, die SS-Panzergrenadier-Divisionen „Leibstandarte SS Adolf Hitler“ und „Das Reich“ quasi „im Vorbeigehen“ einen Gegenangriff am Donez führen zu lassen. Erst danach sollten sie zusammen mit der ebenfalls im Anmarsch befindlichen SS-Panzergrenadier-Division „Totenkopf“ und 3. Panzer-Division am Mius zum Einsatz gelangen. Am 24. Juli erfolgte die Bereitstellung der beiden SS-Divisionen am Donez gegenüber den sowjetischen Brückenköpfen. Doch kurz vor dem geplanten Angriffsbeginn intervenierte Hitler, der den Einsatz der Divisionen bei der 1. Panzerarmee verbot und stattdessen forderte, dass diese ausschließlich am Mius eingesetzt werden dürften. Generalfeldmarschall von Manstein war äußerst ungehalten über dieser Einmischung in seine Operationsplanungen, musste sich den Anordnungen jedoch fügen.
Am 26. Juli wurde die Lage komplizierter, als Hitler den Abtransport der SS-Panzergrenadier-Division „Leibstandarte SS Adolf Hitler“ nach Italien befahl, ohne dass diese bei der Heeresgruppe Süd überhaupt zur Wirkung gekommen war. Des Weiteren waren die SS-Panzergrenadier-Division „Das Reich“ im Verbund mit den bereits am Mius stehenden 16. Panzer-Grenadier-Division und 23. Panzer-Division noch zu schwach für einen operativen Gegenangriff, sodass bis zum 30. Juli abgewartet werden musste, bis die übrigen beiden Panzer-Divisionen eintrafen. Erst danach konnte ein operativer Gegenangriff mit Aussicht auf Erfolg ins Auge gefasst werden.

### Deutscher Gegenangriff am Mius

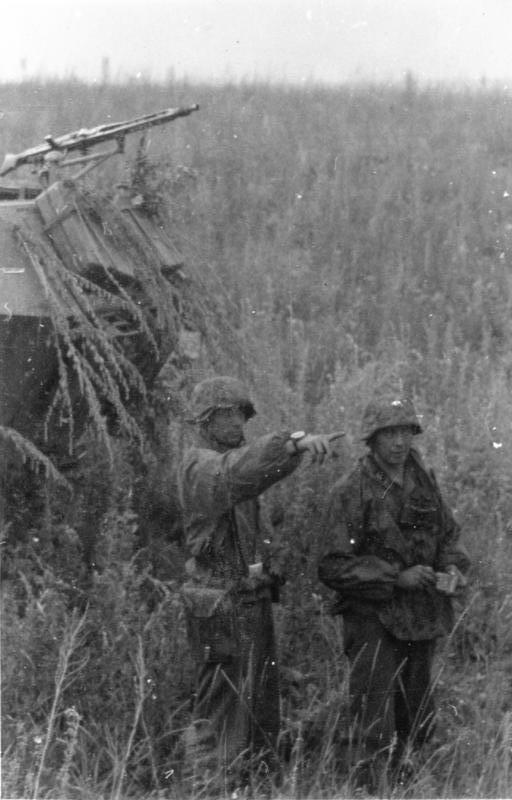
Soldaten der Waffen-SS bei der Einweisung im Gelände (Juli 1943)

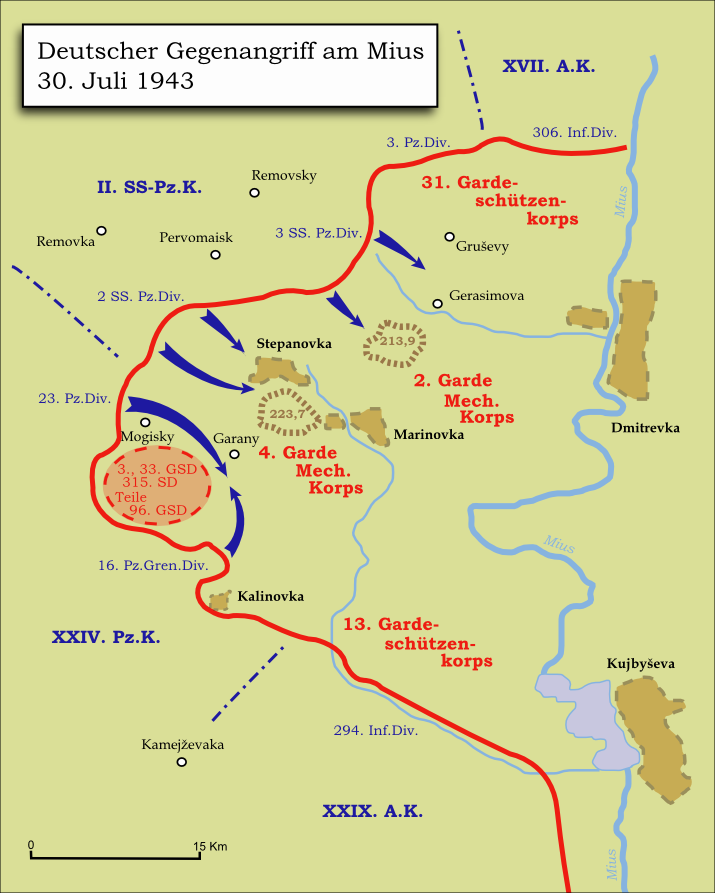
Deutscher Gegenangriff gegen die 2. Gardearmee am Mius am 30. Juli 1943

Nach der Darstellung Generalfeldmarschalls von Mansteins hatte die sowjetische Südfront im Mius-Brückenkopf inzwischen 16 Schützendivisionen, zwei mechanisierte Korps, eine Panzer-Brigade und zwei Panzerabwehr-Brigaden zusammengezogen. Der deutsche Operationsplan, den wiederum Generaloberst Hollidt erstellt hatte, sah vor, dass das XXIV. Pz.K. (23. Pz.Div. und 16. Pz.Gren.Div.) einen Ablenkungsangriff gegen den Südteil des Brückenkopfes führen sollte, während das II. SS-Panzerkorps (SS-Pz.Gren.Div. „Reich“ und Totenkopf, 3. Pz.Div.) den Hauptschlag weiter nördlich in Richtung des Ortes Dmitrijewka führen sollte. Das IV. Fliegerkorps hatte den Auftrag, den Angriff zu unterstützen. Eine grundsätzliche Fehlkalkulation war die Tatsache, dass die SS-Divisionen über das gleiche Gelände angreifen sollten, auf dem am 19. Juli bereits die erfolglose 23. Panzer-Division zusammengeschossen worden war. Hier hatten die sowjetischen Truppen ihre Stellungen seitdem noch ausbauen und verstärken können.
Am Morgen des 30. Juli 1943 begann der deutsche Gegenangriff. Im Bereich des II. SS-Panzerkorps trafen die Angriffsverbände auf hartnäckigen Widerstand. Zwar gelang es, den Ort Stepanowka einzunehmen, doch die sowjetischen Verbände führten immer wieder Gegenangriffe. Zugleich verhinderte das Panzerabwehrfeuer von der wichtigen Höhe 213,9 (in den Anhöhen von Saur-Mogila) jedes Vorankommen der deutschen Panzer. Durch Minenfelder und das Eingreifen der sowjetischen Luftwaffe kam es zu hohen Verlusten auf deutscher Seite. Am Ende des Tages hatten die drei Divisionen des Korps 915 Mann und 91 der eingesetzten 211 Panzer und Sturmgeschütze verloren. Dem XXIV. Panzerkorps gelangen größere Erfolge. Die 23. Panzer- und 16. Panzergrenadier-Division konnten westlich von Garany mehrere sowjetische Schützendivisionen einkreisen sowie 18 Panzerabwehrgeschütze und 44 Panzerbüchsen außer Gefecht setzen. Dann erlahmte jedoch auch hier die deutsche Angriffskraft.
Auch der zweite Angriffstag brachte nur geringe Fortschritte und steigende Verluste für die deutsche Seite. In weiteren Frontalangriffen wurden die Panzerverbände des II. SS-Panzerkorps weiter dezimiert, sodass es am Abend nur noch 20 einsatzfähige Panzer aufwies. Gleichzeitig verstärkten die sowjetischen Truppen ihre Angriffe auf Stepanowka, das von der Division „Das Reich“ gehalten wurde. Allein dabei verlor die Rote Armee 26 Panzer und 1.300 Soldaten an Gefangenen. Im Süden des Brückenkopfes machte nunmehr auch das unterstützende XXIX. Armeekorps Fortschritte, wenn auch unter hohen Verlusten. Die hier eingesetzte 294. Infanterie-Division verlor an diesem Tag beispielsweise 18 Offiziere, 123 Unteroffiziere und 1.128 Mannschaften. Hingegen baute das XXIV. Panzerkorps die Erfolge des Vortages aus. Nachdem es am Vormittag einen sowjetischen Versuch abgewehrt hatte, zu den eingeschlossenen Divisionen westlich von Garany durchzubrechen, rieb es in dem Kessel die sowjetische 3., 33. Garde- und 315. Schützendivision sowie Teile der 96. Garde-Schützendivision auf. Da dies den ganzen Tag über dauerte, gewann der Vorstoß nach Osten jedoch kaum an Boden.
Das Oberkommando der sowjetischen Südfront verstärkte die Truppen im Brückenkopf. Noch immer hielten ihre Verbände alle beherrschenden Höhen. Währenddessen wurde Generalfeldmarschall von Manstein nervös. Er wollte seine einzigen mobilen Reserven nicht vollkommen ausbrennen lassen und traf am Abend des 31. Juli selbst im Hauptquartier der 6. Armee ein. Nach Rücksprache mit den Kommandeuren der Angriffsverbände ordnete er eine Verlegung des Schwerpunktes des Angriffs an. Diese Maßnahme zeigte am folgenden Tag, dem 1. August, Erfolg. Den deutschen Truppen gelang ein tiefer Einbruch in das sowjetische Stellungssystem, der zur ersten größeren Rückzugsbewegung der Südfront führte. Am Abend dieses Tages nahm das II. SS-Panzerkorps schließlich die beherrschende Höhe 213,9 ein. Allein die 23. Panzer-Division konnte an diesem Tag 4.193 sowjetische Gefangene verzeichnen. 
Infolge dieser Ereignisse brach die sowjetische Verteidigung bald darauf zusammen, sodass die deutschen Truppen am 2. August, dem vierten Angriffstag, Dmitrijewka und den Mius erreichten. Damit war der Brückenkopf der Südfront beseitigt und die alte Verteidigungslinie wiederhergestellt.

## Folgen

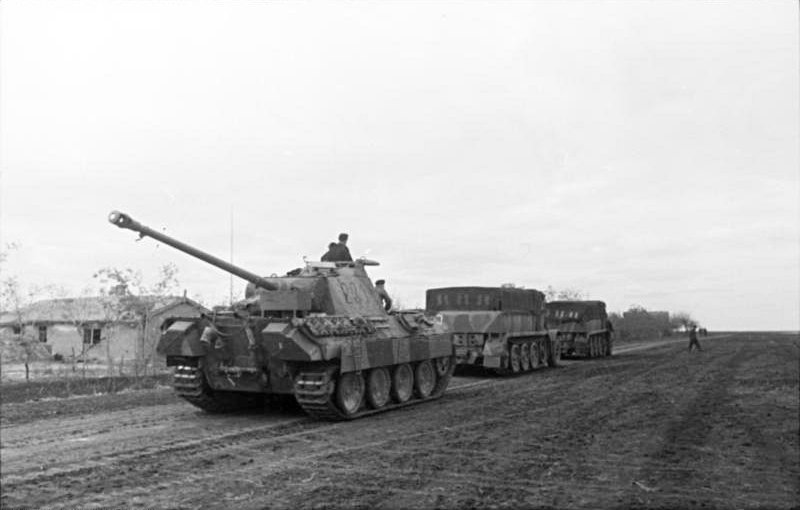
Ein deutscher Panzer V „Panther“ wird abgeschleppt (August 1943)

Über die Verluste beider Seiten gibt es nur wenige und widersprüchliche Angaben. Nach sowjetischen Unterlagen soll die Südwestfront bei ihren Angriffen am Donez vom 17. bis zum 27. Juli 38.690 Soldaten verloren haben, von denen 10.310 als gefallen oder gefangen galten. Die Südfront hat nach den gleichen Unterlagen am Mius vom 17. Juli bis zum 2. August Verluste in Höhe von 61.070 Mann erlitten, von denen 15.303 gefallen oder gefangen genommen waren. Insgesamt würden sich die Verluste dann auf 99.760 Soldaten belaufen, von denen allerdings 74.147 auf Verwundete entfielen. Karl-Heinz Frieser wies darauf hin, dass diese Angaben als zu niedrig angesehen werden müssten. Im abschließenden Bericht der 6. Armee wurde allein für die Kämpfe am Mius von 17.762 Gefangenen gesprochen, unter denen sich 955 Überläufer befunden hätten. Dies waren bereits mehr Soldaten als die von sowjetischer Seite zugegebenen etwa 15.000 „unwiederbringlichen Verluste“, in denen Gefangene und Gefallene zusammengerechnet worden waren. Zudem seien, so der Abschlussbericht, 732 sowjetische Panzer, 522 Pak, 197 Geschütze und 438 Granatwerfer zerstört oder erbeutet worden. Die deutschen Verluste der 1. Panzerarmee am Donez können heute nicht mehr rekonstruiert werden. Im Bereich der 6. Armee betrugen sie jedoch 3.298 Gefallene, 15.817 Verwundete und 2.254 Vermisste.
Die Ergebnisse der Kämpfe müssen differenziert betrachtet werden. Auf operativ-taktischer Ebene hatten die Süd- und Südwestfront nach dem Urteil des Historikers Karl-Heinz Frieser „kläglich versagt“, während die Deutschen einen „veritablen Erfolg“ hatten verbuchen können. Auf der strategischen Ebene bot sich jedoch ein anderes Bild. Der Chef des sowjetischen Generalstabes Marschall der Sowjetunion A.M. Wassilewski erklärte gegenüber Generaloberst Tolbuchin, dass das Ziel seiner Offensive erreicht worden wäre, da die Deutschen einige gepanzerte Verbände aus dem Raum Kursk hatten abziehen müssen. Als nun am 3. August 1943 eine großangelegte sowjetische Gegenoffensive (→ Belgorod-Charkower Operation) begann, fehlten dort die abgezogenen Divisionen zur Stützung der deutschen Verteidigung. Wie Generalfeldmarschall von Manstein später in seinen Memoiren festhielt, war die Rote Armee bei Kursk früher als erwartet offensiv geworden. Im Rückblick bezeichnete er deshalb die Verlegung der gepanzerten Divisionen zum Gegenangriff gegen die sowjetischen Brückenköpfe als einen „verhängnisvollen“ Fehler. Dieser hätte seine Ursache jedoch letztlich darin gehabt, dass Hitler unbedingt das Donezbecken hatte behaupten wollen, anstatt dieses, wie Manstein schon im Mai 1943 gefordert hatte, zugunsten der Kursker Schlacht zu vernachlässigen. Nachdem die deutschen Panzer-Divisionen hastig wieder nach Norden verlegt worden waren, blieben die 1. Panzerarmee und 6. Armee in ihren überdehnten Stellungen stehen. Gegen sie begannen die Süd- und Südwestfront zwischen dem 13. und 16. August eine erneute Offensive (→ Donezbecken-Operation), in deren Verlauf die deutschen Stellungen durchbrochen und am 8. September Stalino eingenommen werden konnte. Mitte September 1943 begann daraufhin der allgemeine Rückzug der Heeresgruppe Süd zum Dnepr.
In der sowjetischen Historiographie wurden die Offensiven der beiden sowjetischen Fronten fast immer getrennt voneinander behandelt. So wurde der Angriff der Südwestfront als „Isjum-Barwenkowsker Operation“ (russisch Изюм-Барвенковская операция), derjenige der Südfront als „Mius-Operation“ (russisch Миусская операция) bezeichnet. Somit wurde kaum ersichtlich, dass beide Operationen aufeinander abgestimmt waren und letztlich vergeblich darauf gezielt hatten, zusammenwirkend Teile der Heeresgruppe Süd einzuschließen und das ganze Donezbecken zurückzuerobern. Stattdessen wurde betont, dass der erfolgreiche Zweck der Offensiven einzig darin bestanden habe, deutsche Truppen aus dem Raum Kursk abzuziehen. Um den letztlichen Misserfolg der Operationen zu erklären, stellte die sowjetische Geschichtsschreibung die Mius-Linie im Nachhinein als eine Festung dar. Hier sollen die deutschen Verteidiger in tief ausgebauten Stellungssystemen gestanden haben, von denen allein schon die Hauptlinie sechs bis acht Kilometer tief gewesen sei. Pro Frontkilometer hätten 1500 bis 1800 Minen gelegen. Andererseits wurde auch die Stärke der deutschen Truppen verschleiert. So wurde in sowjetischen Darstellungen beispielsweise immer auch die „Gruppe Kempf“ zu den Verteidigern gerechnet, obwohl diese am nördlichen Flügel der Heeresgruppe Süd überhaupt nicht von den Kämpfen betroffen war.
In der deutschen Geschichtsschreibung werden diese Kämpfe ebenfalls nur selten thematisiert, weil hier der Schwerpunkt der Aufmerksamkeit auf den mehr oder weniger gleichzeitigen Ereignissen im Kursker Bogen, bei Charkow und Orjol liegt. Karl-Heinz Frieser stellte fest, dass die Abwehr der sowjetischen Offensiven praktisch „im Schatten von Kursk“ stattgefunden habe. Er selbst war der erste Historiker, der 2007 im deutschen Sprachraum einen kurzen zusammenfassenden Abriss zu diesen bis heute wenig bekannten Operationen veröffentlichte. Dabei konnte er sich allerdings auf Vorarbeiten von George M. Nipe stützen, der auf Grundlage deutscher Quellen bereits 1996 eine operative Studie zum II. SS-Panzerkorps verfasst hatte, in welcher die Kämpfe am Mius (nicht aber derjenigen am Donez) einen breiten Raum einnahmen.